# Puncturella galeata
Puncturella galeata är en snäckart som först beskrevs av Gould 1846.  Puncturella galeata ingår i släktet Puncturella och familjen nyckelhålssnäckor. Inga underarter finns listade i Catalogue of Life.